# 中国致公党陕西省委员会
中国致公党陕西省委员会，简称致公党陕西省委、陕西致公党，是中国致公党在陕西省的地方组织。